# Gžel'

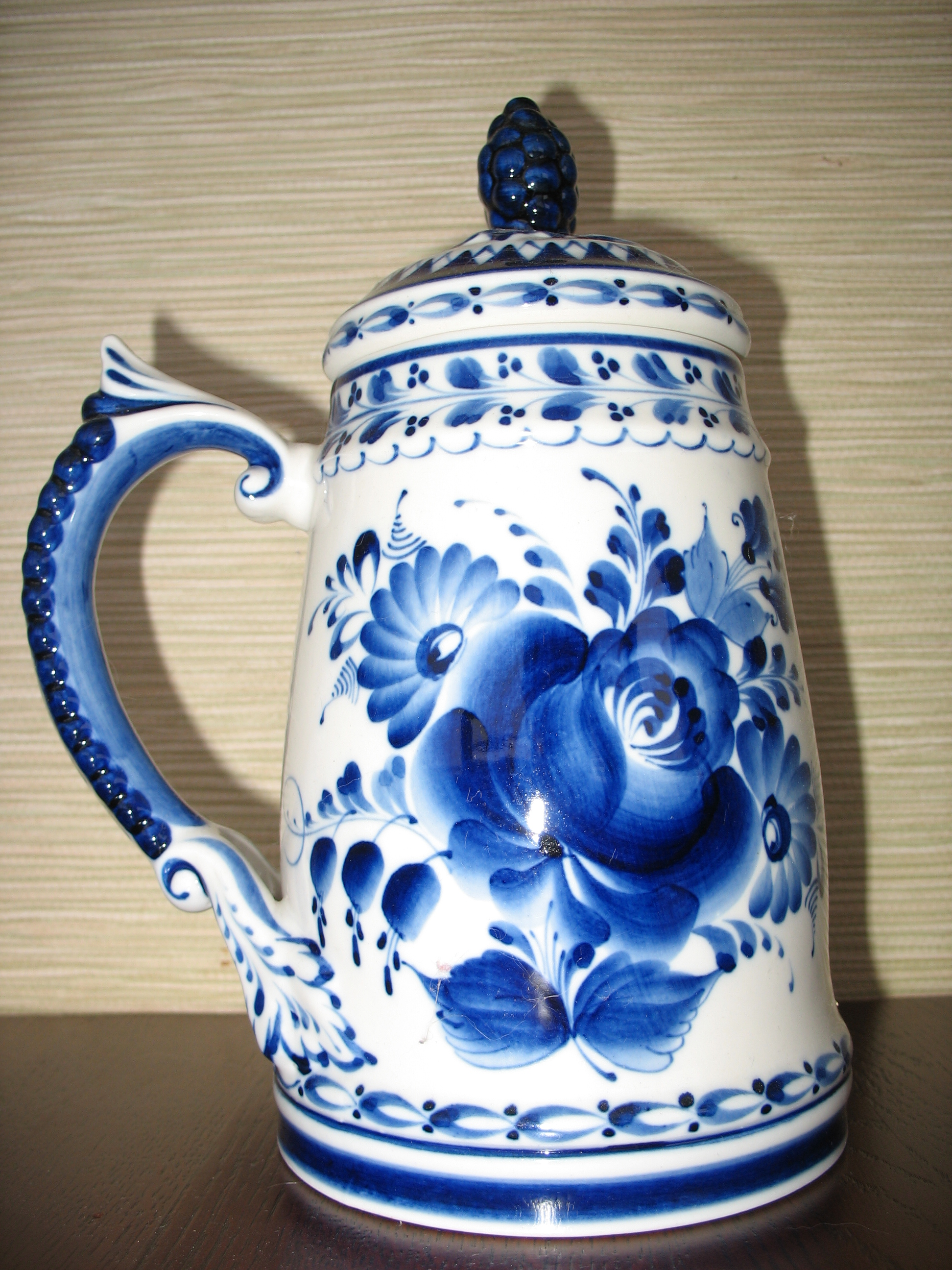
Esempio di ceramica gžel'

Lo Gžel' (in russo Гжель?) è uno stile di ceramiche russe che prende il nome dall'omonimo villaggio situato nell'Oblast' di Mosca, dove vengono prodotte dal 1802.
Normalmente prodotti artigianalmente, queste ceramiche sono caratterizzate da un disegno color cobalto su fondo bianco.

## Storia

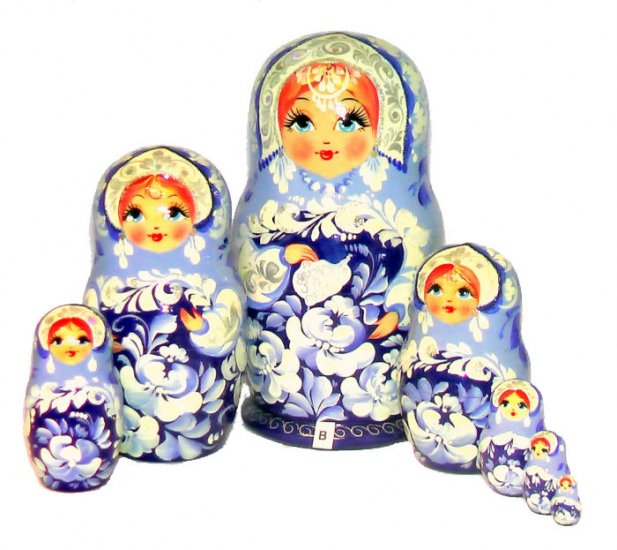
Giocattoli per bambini

A partire dal XVII secolo il villaggio di Gžel' fu molto apprezzato per la presenza di terreni contenenti argilla di alta qualità. Nel 1663 lo zar Alessio Michajlovič emise un decreto sull'estrazione di argilla per la fabbricazione di vasi destinati ad uso medico. La storia dell'artigianato di Gžel' inizia però molto prima, nel XVIII secolo, quando l'assortimento di prodotti in ceramica si arricchisce di piatti, mattoni, piastrelle e anche giocattoli per bambini. Gli oggetti di Gžel' erano molto richiesti, in particolare a Mosca, vista la vicinanza del villaggio. Ogni maestro aveva il suo particolare modo di dipingere e il prodotto finale rivelava la sua visione del mondo circostante, anche se i gusti dei clienti avevano grande influenza su questa attività artigianale.
A metà del XVIII secolo, la produzione di ceramica, in tutta la Russia, iniziò a svilupparsi rapidamente ma i maestri di Gžel' restarono tra i più autorevoli nel settore. In particolare, alla fine del XVIII secolo la produzione di Gžel' raggiunse il massimo: in quel periodo gli oggetti decorati erano prevalentemente utensili da cucina (brocche, tazze, grandi piatti) dipinti con fiori, uccelli, alberi e strutture architettoniche. 
Oltre a questi oggetti e ai giocattoli in argilla, a Gžel' venivano fabbricate anche piccole maioliche, spesso raffiguranti personaggi e scene della vita quotidiana: soldati, contadini, donne e uomini impegnati nei loro affari, ed i colori usati erano soprattutto il blu, il giallo, il marrone. Per diversi decenni vennero anche create piastrelle per caminetti e stufe.
Nel 1802, vicino al villaggio russo di Minino, venne trovata dell'argilla chiara: in questa zona  iniziò la produzione di brocche tipo faenza; questi prodotti tuttavia sembravano grezzi e poco rifiniti ed ebbero vita breve a causa della fragilità del materiale. 
All'inizio del XIX secolo nel distretto di Bronnickij fu trovata dell'argilla bianca, adatta per la fabbricazione della porcellana, e nel villaggio di Volodino fu fondata una fabbrica da Pavel Kulikov, che aveva appreso i segreti della produzione di porcellana nel villaggio di Perovo. 
Per mantenere la tecnica della lavorazione della porcellana segreta, Kulikov stesso era impegnato nella produzione, con l'aiuto di uno o due altri lavoratori. Da questa piccola impresa iniziò lo sviluppo vero e proprio della produzione di porcellane a Gžel'. 
Nel 1812 si contavano già 25 fabbriche attive nella produzione di utensili in porcellana. Molti maestri lasciavano la loro firma sui prodotti: grazie a ciò i nomi di Kokun, Sroslej e Gusjatnikov sono giunti fino a noi.

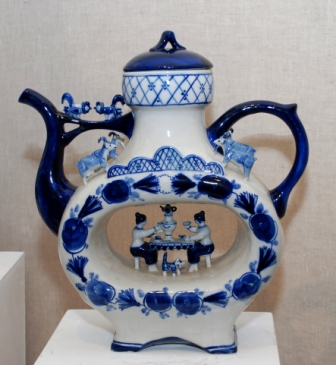
Brocca per acqua in stile Gžel'

 Nelle fabbriche erano prodotti giocattoli di porcellana a forma di animali, oltre a statuette con scene di vita quotidiana russa. Questi manufatti venivano coperti di smalto bianco che veniva poi decorato. Dalla seconda metà degli anni venti del XIX secolo iniziò a prevalere l'uso di vernice blu.
Dalla seconda metà del XIX secolo la pittura di Gžel' venne caratterizzata da un disegno blu su fondo bianco con contorni dorati, che rappresentava un nuovo stadio nello sviluppo di quest'arte; in questo periodo la produzione si concentrò sotto la guida dei fratelli Kuznecov. La fine del XIX secolo è il periodo di maggiore prosperità nella storia dell'artigianato di questo piccolo villaggio, grazie al miglioramento della tecnologia. 
Con l'avvento del potere sovietico le fabbriche furono nazionalizzate e la produzione cadde in rovina. La rinascita dell'artigianato Gžel' è iniziata solo verso la metà del XX secolo. 
Nel 1914 a Novo-Charitonovo, su iniziativa dei Kuznecov, è stata aperta una scuola di ceramica di Gžel'. 
Negli anni '20 la sede fu cambiata varie volte, ma alla fine del decennio tornò di nuovo a Novo-Kharitonovo.
Nel 1929 nel villaggio di Turygino è stata fondata la prima cooperativa denominata «Avanti, ceramica». La rinascita dell’artigiano negli anni del dopoguerra è associata ai nomi dell'artista Natalija Ivanovna Bessarabova e dello scienziato Aleksandr Borisovič Saltykov, che videro nelle ceramiche di Gžel' le caratteristiche del modo di vivere nazionale, lo stile artistico ed estetico dell'epoca. 
N.I. Bessarabova è diventata la fondatrice dello stile moderno dei ceramisti Gžel', ponendo enfasi sulla fluidità, la raffinatezza e la modestia. Insegnò ai suoi studenti a realizzare "un ampio tampone con transizioni tonali di colore dal blu scuro al celeste, quasi bianco". Tra questi studenti si distinguono: Tat'jana Sergeevna Dunašova (maestra della pittura floreale: sulle sue opere sono impressi rose, gigli, campane, fiordalisi); Aleksandr Nikolaevič Fedotov; Tat'jana Dimitrevna Fedorovskaja.
Nel 2013 la fabbrica ha celebrato il suo 195º anniversario e ha avuto l'onore di produrre souvenir con i simboli dei XXII Giochi olimpici invernali e degli XI Giochi paralimpici invernali del 2014, entrambi svoltisi a Soči.

## Tecnica e tematiche
La tecnica del disegno è abbastanza complessa e richiede una certa abilità. L'artista procede alla pittura della ceramica subito dopo la cottura con il fuoco. La base dell'antica maiolica era uno smalto bianco su cui era applicato il disegno; i colori della decorazione erano ricavati dai minerali, ed erano verdi, gialli, marroni, blu. 
Successivamente tale tecnica non è stata più utilizzata, sostituita dal caratteristico disegno cobalto su fondo bianco.
Gli artigiani erano persone creative ma poco colte: nel disegno cercavano di riflettere la loro percezione del mondo, di rappresentare scene del quotidiano o fenomeni naturali ai loro occhi inspiegabili.
I soggetti del disegno in stile Gžel' sono suddivisibili in tre categorie principali:
- a tema vegetale (le piante raffigurate sono stilizzate, ma le loro caratteristiche uniche, che le rendono distinguibili l'una dall'altra, sono chiaramente visibili);

- disegno orientale;

- pittura di genere (rappresenta l'artigianato popolare più antico, basato sul quotidiano).

## Gžel' e la moda moderna

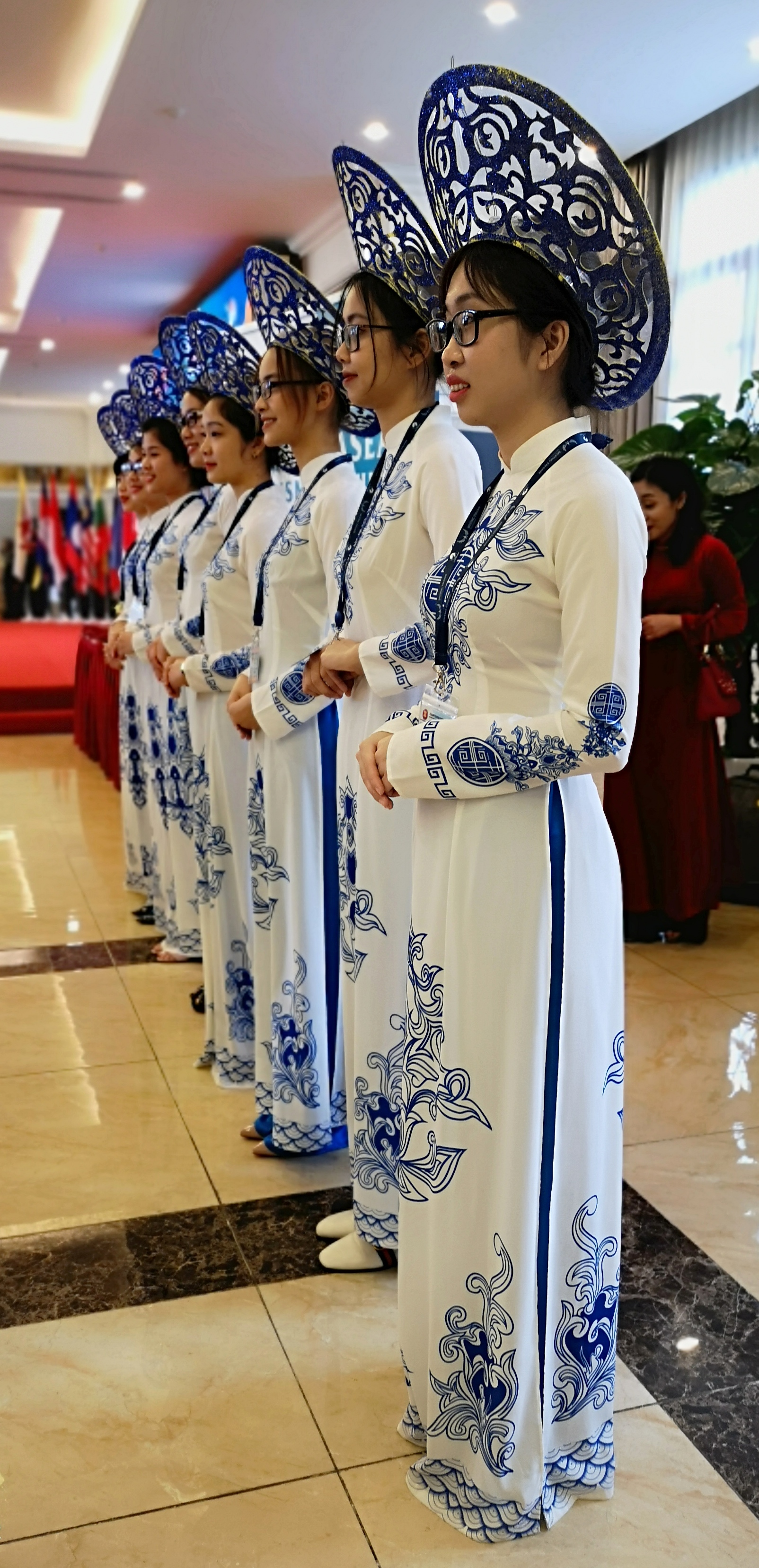
ASEAN Tourism Awards 2019

Se prima dell'inizio del XXI secolo lo stile Gžel decorava principalmente prodotti in porcellana, tovaglie, articoli per la casa e per interni, ora questo può essere visto ovunque, perfino su capi d'abbigliamento e scarpe. I motivi in uno stile originale russo negli ultimi tempi hanno destato crescente interesse in Europa, tanto da ispirare lo stilista Valentino, che ha basato la sua collezione 2013-2014 sullo stile Gžel'.